# Short track vid olympiska vinterspelen 1994
Efter sportens debut 1992, tävlades det i två ny grenar i Lillehammer, damernas 1000m och herrarnas 500m. Liksom tävlingarna i skridsko hölls dessa tävlingar i Hamar.

## Herrar

### 500 m
| Medalj | Namn             | Nation         |
| Guld   | Ji-hoon Chae     | Sydkorea       |
| Silver | Mirko Vuillermin | Italien        |
| Brons  | Nicholas Gooch   | Storbritannien |

### 1 000 m
| Medalj | Namn         | Nation   |
| Guld   | Ki.hoon Kim  | Sydkorea |
| Silver | Ji-hoon Chae | Sydkorea |
| Brons  | Marc Gagnon  | Kanada   |

### Stafett 5 000 m
| Medalj | Land       |                                                                  |
| ------ | ---------- | ---------------------------------------------------------------- |
| Guld   | Italien    | Maurizio Carnino, Orazio Fagone, Hugo Herrnhof, Mirko Vuillermin |
| Silver | USA        | Randy Bartz, John Coyle, Eric Flaim, Andy Gabel                  |
| Brons  | Australien | Steven Bradbury, Kieran Hansen, Andrew Murtha, Richard Nizielski |

## Damer 500 m
| Medalj | Namn         | Nation |
| Guld   | Cathy Turner | USA    |
| Silver | Zhanmei Yang | Kina   |
| Brons  | Amy Peterson | USA    |

### 1 000 m
| Medalj | Namn             | Nation   |
| Guld   | Lee-kyung Chun   | Sydkorea |
| Silver | Nathalie Lambert | Kanada   |
| Brons  | So-hee Kim       | Sydkorea |

### Stafett 3 000 m
| Medalj | Land     | Lag                                                                   |
| ------ | -------- | --------------------------------------------------------------------- |
| Guld   | Sydkorea | Jeon I-Gyeong, Kim So-Hui, Kim Yun-Mi, Won Hye-Gyeong                 |
| Silver | Kanada   | Christine Boudrias, Isabelle Charest, Sylvie Daigle, Nathalie Lambert |
| Brons  | USA      | Amy Peterson, Cathy Turner, Nicole Ziegelmeyer, Karen Cashman         |